# Fernando Robleño
Fernando García Robleño más conocido como Fernando Robleño (13 de septiembre de 1979; Madrid, España) es un torero español.

## Presentación

### Carrera
- Debut de novillero con picadores : Colmenar de Oreja (Comunidad de Madrid ), 4 de mayo de 1997. Novillos de la ganadería Victoriano del Río.
- Presentación en Madrid : 16 de julio de 1999
- Alternativa : Torrejón de Ardoz (Comunidad de Madrid ), 20 de junio de 2000 . Padrino, Morante de la Puebla ; testigo, " El Juli ”. Toros de la ganadería de Torrealta.
- Confirmación de alternativa en Las Ventas : 22 de julio de 2001 . Padrino, José Antonio Canales Rivera ; testigo, Manolo Bejarano . Toros de la ganadería de Valverde.
- En agosto de 2023 es nombrado Director de la Escuela de Tauromaquia de Madrid José Cubero "Yiyo"